# Georgi Tachow
Georgi Szterew Tachow, bułg. Георги Щерев Тахов (ur. 7 sierpnia 1971 w Peszterze) – bułgarski ekonomista i urzędnik państwowy, od 2024 minister rolnictwa i żywności.

## Życiorys
Uzyskał magisterium z rachunkowości i controllingu na uczelni Stopanska akademija „Dimityr A. Cenow” w Swisztowie, prawa na Uniwersytecie Wielkotyrnowskim im. Świętych Cyryla i Metodego oraz zarządzania bezpieczeństwem na Akademii MSW w Sofii. Doktoryzował się w zakresie nauk ekonomicznych. Od połowy lat 90. pracował w administracji skarbowej. Był m.in. dyrektorem oddziału oddziałów terytorialnych w Pazardżiku i Płowdiwie. Z administracji odszedł w 2015, prowadził następnie własną działalność gospodarczą. W 2022 powołany na dyrektora wykonawczego funduszu rolniczego „Zemedelie”.
W kwietniu 2024 dołączył do technicznego rządu Dimityra Gławczewa, zastępując w nim Kiriła Wytewa na stanowisku ministra rolnictwa i żywności. Pozostał na tej funkcji również w utworzonym w sierpniu 2024 drugim gabinecie dotychczasowego premiera. Utrzymał to stanowisko także w powołanym w styczniu 2025 rządzie Rosena Żelazkowa (z rekomendacji partii GERB).